# Bullarens landskommun
Bullarens landskommun var en tidigare kommun i dåvarande Göteborgs och Bohus län.

## Administrativ historik
Kommunen bildades som en så kallad storkommun vid den riksomfattande kommunreformen 1952 genom sammanläggning av de tidigare kommunerna Mo och Naverstad.
Den upplöstes vid utgången av år 1970 och området uppgick i Tanums kommun.
Dess kommunkod var 1433.
Administrativt tillhörde kommunen till 1965 Tanums landsfiskalsdistrikt samt före 1967 till Norrvikens fögderi, därefter till Strömstads fögderi. Judiciellt hörde kommunen till Norrvikens tingslag i Norrvikens domsaga.

### Kyrklig tillhörighet
I kyrkligt hänseende tillhörde kommunen Mo församling och Naverstads församling.

## Geografi
Bullarens landskommun omfattade den 1 januari 1952 en areal av 374,84 km², varav 341,51 km² land.

### Tätorter i kommunen 1960
I Bullarens landskommun fanns den 1 november 1960 ingen tätort. Tätortsgraden i kommunen var då alltså 0,0 procent.

## Politik

### Mandatfördelning i valen 1950–66
| 8 | 14 | 12 |  |

| 34 |

| 9 | 14 | 7 | 5 |

| 32 |

| 7 | 13 | 5 | 5 |

| 28 |

| 6 | 13 | 7 | 4 |

| 29 |

| 5 | 13 | 6 | 6 |

| 27 |